# Fjordia capensis
Fjordia capensis is een zeenaaktslak uit de familie Coryphellidae. Ze komt voor in het zuiden van de Atlantische Oceaan tot het westen van de Grote Oceaan en is endemisch met Zuid-Afrika op diepten van 10-30m. De soort kan een lengte bereiken van 43 mm en is hermafrodiet.